# 감병훈
삭제된 글입니다.

## 출신학교
- 경북고등학교
- 단국대학교